# Tract urinar
Tractul urinar reprezintă organele și căile care conduc urina de la nivelul formării ei în tubii renali spre meatul urinar prin care urina este excretată în exterior. Include tubii renali (Tubulus renalis), pelvisul renal (Pelvis renalis), ureterul (Ureter), vezica urinară (Vesica urinaria) și uretra (Urethra).